# Mărceaevo, Sofia-capitala
Mărceaevo (în bulgară Мърчаево) este un sat în comuna Stolicina, regiunea Sofia-capitala,  Bulgaria. 

## Demografie
Componența etnică a satului Mărceaevo
     Bulgari (93,59%)
     Nicio identificare (6,4%)
     Altele (0%)
La recensământul din 2011, populația satului Mărceaevo era de 1.218 locuitori. Din punct de vedere etnic, majoritatea locuitorilor (93,59%) erau bulgari. Pentru 6,4% din locuitori nu este cunoscută apartenența etnică.